# De Lommerbergen

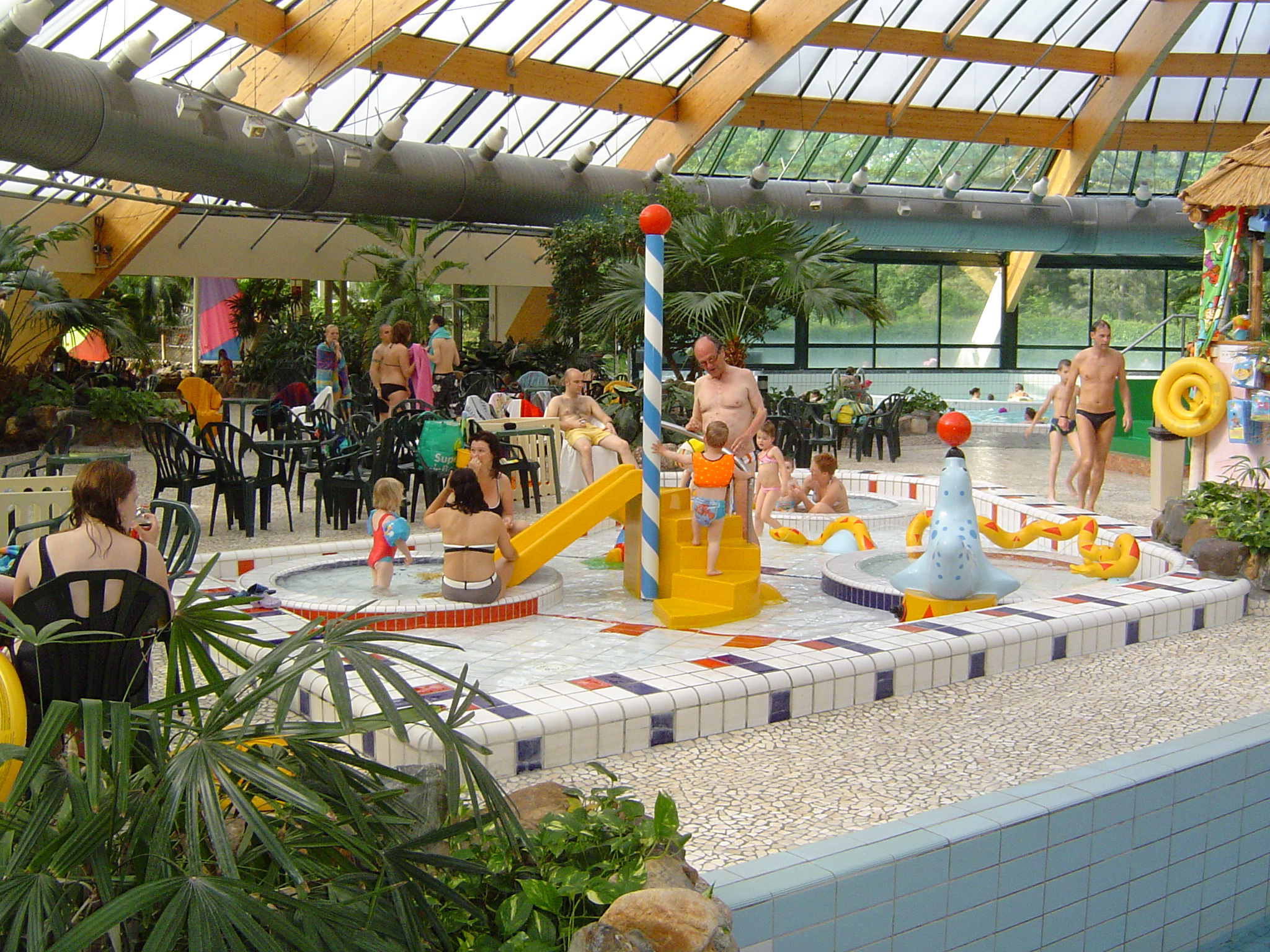
Zwembad

De Lommerbergen is een bungalowpark in Reuver in de Nederlandse provincie Limburg. het park ligt in het noordelijk deel van natuurgebied de Lommerbergen.
De Lommerbergen werd in 1968 geopend als het eerste park van Sporthuis Centrum, het latere Center Parcs. Het park is gestart als camping, waar simpele aluminium huisjes op werden gebouwd.
In 1996 werd het park bij gebrek aan uitbreidingsmogelijkheden verkocht aan Creatief Vakantieparken, dat in 1997 opging in Gran Dorado. In 2002 werd De Lommerbergen bij de fusie van Gran Dorado en Center Parcs verkocht aan Landal Greenparks. In december 2002 brandde het centrale gebouw met zwembad, restaurants en winkels volledig af. Het park is wegens hoogteverschillen minder geschikt voor mensen die slecht ter been zijn.
De Lommerbergen ligt in een bos vlak bij de rivier de Maas. Het park heeft verschillende faciliteiten, waarbij de horeca is geconcentreerd op de Parc Plaza. Er zijn verscheidene sportfaciliteiten en het park beschikt over een subtropisch zwemparadijs. De meeste huisjes in het park zijn nog de oorspronkelijke 'Sporthuis Centrum'-bungalows naar het ontwerp van architect Jaap Bakema.